# 毛竿玉山竹
毛竿玉山竹（学名：Yushania hirticaulis）为禾本科玉山竹属下的一个种。

## 扩展阅读
- 維基物種上的相關：毛竿玉山竹